# Antony Tudor
Antony Tudor, de nacimiento William Cook (Londres, 4 de abril de 1908-Nueva York, 19 de abril de 1987) fue un coreógrafo, profesor y bailarín británico.

## Biografía
En 1927 se unió a la compañía Ballet Club de Marie Rambert, quien le empujó a coreografiar su primera maestra en 1935, Lilac Garden o Jardin aux Lilas. El siguiente año estrenó Dark Elegies, que sigue siendo considerado una de las obra más importantes y geniales del siglo xx. En 1940 se trasladó a la ciudad de Nueva York, afiliándose al reciente entonces Ballet Theatre —conocido después como American Ballet Theatre—, para el cual realizó muchos de sus ballets más representativos como Pillar of Fire de 1942 y Shadow of the Wind de 1948.
Antony Tudor no se convirtió en bailarín de ballet hasta su adolescencia con 19 años. Estimulado por presenciar una memorable actuación de Serge Lifar del Ballet Diaghilev en el Apollon Musagète de Balanchine en 1928. Se puso en contacto con Cyril Beaumont, un escritor, editor y propietario de una tienda de ballet en el distrito de Charing Cross Road en Londres. Beaumont sugirió que Tudor trabajara con Margaret Craske o Marie Rambert, quienes tenían escuelas de ballet en Londres. Rambert había bailado con el Ballet Diaghilev y fue considerado una presencia influyente en la comunidad de ballet inglés. Craske, le enseñó el método de Cecchetti, mezclado con técnicas tomadas de profesores rusos visitantes.
Aunque Tudor tenía experiencia como "clark" (término en inglés para niño de oficina) la devoción de tudor siempre fue la música y la danza. Tudor no podía darse el lujo de renunciar a su trabajo y como resultado, Tudor no pudo tomar clases hasta después de las cuatro de la tarde. Como Craske no ofrecía clases nocturnas, Tudor se acercó a Madame Rambert.
Rambert, vio algo especial en este joven del "otro lado de las pistas" y se propuso acelerar su educación en danza al hacer que tomara lecciones de sus principales bailarines. Así comenzó una asociación de diez años que lanzaría la carrera de Antony Tudor.
Tudor hizo su debut profesional para la English Opera Company en 1929, utilizando sus dos semanas anuales de vacaciones para los ensayos. Fue esta actuación lo que motivó su cambio de nombre, ya que William Cook no "despertó la imaginación". Rambert le dijo que nunca se lo tomaría en serio como intérprete o coreógrafo con el nombre de William Cook. 
En 1930, Tudor bailó por primera vez con la incipiente compañía de Rambert en una pequeña parte en el ballet Le Carnaval de Michel Fokine y luego en la suite Capriol de Frederick Ashton. Formado en su Londres natal por Marie Rambert, formó su primera pieza: Cross-Gartered (1931) lo que se conoció como el Mercury Theatre. Tudor también actuó con el Ballet Vic-Wells y el Ballet Camargo, trabajó comercialmente y formó el London Ballet en 1938. Cuando se declaró la guerra en Europa el año siguiente, navegó a Nueva York y comenzó una relación artística duradera con el American Ballet Theatre.
Tudor a menudo bailaba en sus propios ballets hasta que se retiró de la actuación en 1950 se asoció con la escuela de ballet y ballet de la Metropolitan Opera , y en 1952 se convirtió en miembro de la facultad del departamento de danza de la Juilliard School of Music. Se desempeñó como director artístico del Royal Swedish Ballet en 1963 y 1964. 
Aunque Tudor admitió más tarde que le gustaba bailar en sus ballets (y en los de otras personas), especialmente en los papeles dramáticos donde podía conectarse emocionalmente con el público sabía que si realmente tenía ambiciones como bailarín, lo habría hecho, para trabajar en los pasos que detestaba. Parecía que, para Tudor, el baile siempre era un medio para un fin. Y ese fin fue convertirse en coreógrafo.
Mientras residía en los Estados Unidos, también realizó una coreografía para el New York City Ballet y para compañías internacionales. Al presentar a Tudor con el Premio de Danza Capezio en 1986.

## Coreografía
La coreografía de Tudor abarca desde las trágicas Dark Elegies (1937) hasta el cómico Gala Performance (1938)). 
Su reputación, sin embargo, se basa principalmente en sus dramáticos ballets psicológicos, la mayoría de los cuales fueron compuestos en los Estados Unidos. Jardin aux Lilas (creado para el Ballet Rambert de Inglaterra en 1936).
Aunque se limitaba a las técnicas clásicas,él buscaba transmitir estados de conflicto emocional y aspectos del carácter y motivación por medios tales como la eliminación de la coreografía puramente decorativa, un uso sutil y minucioso del gesto,el uso simbólico y narrativo del cuerpo de baile. Tudor bailó en varios de sus propios ballets, especialmente los coreografiados en Inglaterra.. Muchos artistas se destacaron en sus obras, sobre todo la bailarina Nora Kaye en su primer ballet de fabricación estadounidense, Pillar of Fire, y el dramático danseur Hugh Laing. En 1974, Tudor fue nombrado director asociado del American Ballet Theatre y en 1977 se unió a esa posición por Kaye. 
Los coreógrafos a menudo tienen un legado más duradero que los bailarines. Frederik Ashton y Antony Tudor, ambos de herencia británica, redefinieron la coreografía de ballet a mediados del siglo XX y empujaron las narraciones dramáticas y psicológicas de la danza. 
Tudor, en particular, fue un ejemplo del carácter internacional continuo del ballet; se unió a empresas en Suecia, el Reino Unido y los Estados Unidos. John Cranko trabajó como coreógrafo para Sadler's Wells y luego se mudó a Stuttgart, donde le dio al ballet alemán una nueva forma y vigor.William Forsythe , trabajando con su compañía en Fráncfort del Meno y Dresde, Ger., Llevó al ballet a los límites de su técnica y rendimiento. En su enfoque reconstructivo, el cuerpo del bailarín comunicó la crisis del encuentro entre los movimientos del ballet clásico y la filosofía pos-moderna de finales del siglo XX.
Si existe un coreógrafo de danza clásica y neoclásica del siglo XX que podamos colgar la etiqueta de culto sin miedo a equivocarnos, ese no puede ser otro que el británico Antony Tudor, considerado por los expertos más fiables como uno de los maestros indiscutibles de la edad moderna del ballet. El hecho de que su obra sea hoy difícil de ver en comparación con la de otros grandes iconos del arte coreográfico del pasado siglo, como George Balanchine, Frederick Ashton, Martha Graham, Jerome Robbins o Kenneth MacMIllan, añade a los escasos ballets suyos que todavía se representan el valor añadido de la rareza.
Todos estos coreografos mencionados fueron contemporáneos de Tudor, compartiendo a veces compañías y escenarios e influyéndose los unos a los otros con total impunidad.
Aunque a Tudor se le considera como el principal introductor del drama psicológico en el ballet y el último gran renovador del lenguaje de la pantomima , lo cierto es que también se le suele reprochar su aparente pereza creativa y su empecinada falta de ambición de profesional. Basta solamente leer.Undimmed lustre. The life of Antony Tudor
Fue un agudo observador de la naturaleza y comportamiento del ser humano, lo que le permitió transmitir aspectos psicológicos a los personajes de sus coreografías con un simple paso o gesto.

## Tudor en Japón y Suecia
A principios de los 50 Tudor empezó a viajar y a supervisar montajes de sus ballets más conocidos y creando otros nuevos por encargo. En Japón tuvo la oportunidad de profundizar en el estudio del budismo zen, que se convertiría en su credo vital.
En Suecia asentó las bases del Royal Swedish Ballet de Estocolmo donde estreno Echoing Of Trumpets(1963)con muisca de Bhuslav Martinu, un ballet sobre los horrores de la guerra y la fortaleza.

## Primeras Musas y Primeros Éxitos
La primera obra con la que Tudor se estrenó fue Cross-Garter´d con música de Girolamo Frescobaldi, inspirado en textos de William Shakespeare, que se estrenó el 12 de noviembre de 1931, en el Mercury Thatre. Su protagonista Maude Lloyd, una jovencisima bailarina nacida en Sudáfrica en 1908, se convertiría en su primera musa y amiga para toda la vida.
En el ballet de la Metropolitan Opera descubrió a su musa Sallie Wilson, nacida en Texas en 1932.

## Obras
- Mr. Roll's Quadrille (música antigua, 1932)
- Adam and Eve (Lambert, 1932)
- Lysistrata (Prokofiev, 1932)
- Pavane pour une Infante Défunte (Ravel, 1933)
- Atalanta of the East (Szántó y Seelig, 1933)
- Paramour (Boyce, 1934)
- The Planets (Holst, 1934)
- The Descendent of Hebe (Bloch, 1935)
- Suite of Airs (Purcell, 1937)
- Pillar of Fire (1942)
- Romeo y Juliet (1943)
- Undertow (1945)
- Nimbus (1950)
- Knight Errant (1968)
- The Leaves Are Fading (1975)
- Tiller in the Fields (1978)